# Liste der griechischen Töpfer und Vasenmaler/S

## Namentlich bekannte Künstler
| Name          | Wikidata | Profession  | Herkunft              | Stil  | Zeit         | Bemerkung | Beispiel |
| ------------- | -------- | ----------- | --------------------- | ----- | ------------ | --- | -------- |
| Sakonides     |          | Vasenmaler  | Attika                | SF    | 550/30       | Kleinmeister |          |
| Salax         |          | Töpfer      | Attika                | SF    | 4/4 6. Jh.   | |          |
| Sataiie Avele |          | Töpfer      | Etrurien              |       | Ende 6. Jh.  | laut etruskischer Inschrift Schöpfer einer attischen Schale, was jedoch mehr als unwahrscheinlich ist                   |          |
| Sikanos       |          | Töpfer      | Attika                | RF    | um 500       | |          |
| Sikelos       |          | Vasenmaler  | Attika                | SF    | Ende 6. Jh.  | |          |
| Skythes       |          | Vasenmaler  | Attika                | SF/RF | 520/05       | gehört zur Epilykos-Klasse; möglicherweise mit dem Pedieus-Maler identisch                                              |          |
| Smikros       |          | Vasenmaler  | Attika                | RF    | 520/500      | Teil der Pioniergruppe                                                                                                  |          |
| Sokles        |          | Töpfer      | Attika                | SF    | Mitte 6. Jh. | Kleinmeister |          |
| Sondros       |          | Töpfer      | Attika                | RF    | 550/40       | Kleinmeister |          |
| Sophilos      |          | Töpfermaler | Attika                | SF    | 590/70       | |          |
| Sosias        |          | Töpfer      | Attika                | RF    | um 500       | nach Sosias wurde der Sosias-Maler benannt                                                                              |          |
| Sosimos       |          | Töpfer      | Attika                | SF    | 4/4 6. Jh.   | |          |
| Sotades       |          | Töpfer      | Attika                | RF    | 460/50       | nach Sotades wurde der Sotades-Maler benannt, töpferte unter anderem plastische Gefäße, stand der Sotades-Werkstatt vor |          |
| Sotes         |          | Töpfer      | Attika                | SF    | 2/2 6. Jh.   | |          |
| Statios       |          | Vasenmaler  | Lukanien (Basilikata) | GN    | Modern       | vermeintlicher Vasenmaler, Signatur jedoch moderne Fälschung                                                            |          |
| Syriskos      |          | Töpfermaler | Attika                | RF    | 490-470/60   | identisch mit dem Kopenhagen-Maler                                                                                      |          |

## Nicht namentlich bekannte Künstler (Notnamen)
| Name                                   | Wikidata                              | Profession                            | Herkunft                              | Stil                                  | Zeit                                  | Bemerkung                                                                                              | Beispiel                              |
| -------------------------------------- | ------------------------------------- | ------------------------------------- | ------------------------------------- | ------------------------------------- | ------------------------------------- | --- | ------------------------------------- |
| S-Maler                                |                                       | Vasenmaler                            | Attika                                | SF                                    | Ende 6. Jh.                           | |                                       |
| S-Töpfer                               |                                       | Töpfer                                | Attika                                | RF                                    | 2/2 5. Jh.                            | Oinochoentöpfer, der vor allem mit dem Schuwalow-Maler zusammenarbeitete und nach diesem benannt wurde |                                       |
| S-Töpfer                               |                                       | Töpfer                                | Attika                                | RF                                    | Mitte 5. Jh.                          | Töpfer in der Achilleus-Maler/Phiale-Maler-Werkstatt, möglicherweise mit dem Berlin-Töpfer identisch   |                                       |
| Sabouroff-Maler                        |                                       | Vasenmaler                            | Attika                                | RF/WG                                 | 470-430                               | ein Teil des Werkes wurde früher unter Charon-Maler gesammelt                                          |                                       |
| Saint-Raymond-Maler                    |                                       | Vasenmaler                            | Korinth                               | SF                                    | 1/4 6. Jh.                            | |                                       |
| Maler mit Salonica                     | siehe unter Saloniki                  | siehe unter Saloniki                  | siehe unter Saloniki                  | siehe unter Saloniki                  | siehe unter Saloniki                  | siehe unter Saloniki                                                                                   | siehe unter Saloniki                  |
| Maler von Saloniki 34.1                |                                       | Vasenmaler                            | Attika                                | RF                                    | 2/4 4. Jh.                            | |                                       |
| Maler von Saloniki 34.263              |                                       | Vasenmaler                            | Attika                                | RF                                    |                                       | |                                       |
| Maler von Saloniki 38.290              |                                       | Vasenmaler                            | Attika                                | RF                                    | 4. Jh.                                | |                                       |
| Salting-Maler                          |                                       | Vasenmaler                            | Attika                                | RF                                    | Ende 6. Jh.                           | Schalenmaler                                                                                           |                                       |
| Salting-Maler                          |                                       | Vasenmaler                            | Apulien                               | RF                                    | Mitte 4. Jh.                          | |                                       |
| Samos-Maler                            |                                       | Vasenmaler                            | Korinth                               | SF                                    | 1/2 6. Jh.                            | |                                       |
| Sandalen-Maler                         |                                       | Vasenmaler                            | Attika                                | SF                                    | 575/55                                | |                                       |
| Sansone-Maler                          |                                       | Vasenmaler                            | Apulien                               | RF                                    | 320-300                               | |                                       |
| Santa-Barbara-Maler                    |                                       | Vasenmaler                            | Attika                                | RF                                    |                                       | |                                       |
| Maler von Santaneglo 534               |                                       | Vasenmaler                            | Apulien                               |                                       |                                       | |                                       |
| Sappho-Maler                           |                                       | Vasenmaler                            | Attika                                | SF/WG                                 | frühes 5. Jh.                         | Gehört zur Sappho-Diosphos-Werkstatt; Teile des Werkes gehören zur Kleine-Löwen-Klasse                 |                                       |
| Maler der sardischen Knopfhenkelschale |                                       | Vasenmaler                            | Attika                                | SF                                    |                                       | auch Maler der Knopfhenkelschale in Sardis, englisch Painter of Sardis Merrythought Cup                |                                       |
| Sarpedon-Maler                         |                                       | Vasenmaler                            | Apulien                               | RF                                    | 400–380                               | |                                       |
| Satyr-Maler                            |                                       | Vasenmaler                            | Böotien                               | SF                                    | 440/20.                               | |                                       |
| Satyriskion-Maler                      |                                       | Vasenmaler                            | Attika                                | RF                                    |                                       | |                                       |
| Säuglings-Maler                        |                                       | Vasenmaler                            | Apulien                               | RF                                    | Mitte 4. Jh.                          | englisch Suckling Painter                                                                              |                                       |
| Säulen-Maler                           |                                       | Vasenmaler                            | Kampanien                             | RF                                    |                                       | englisch Column Painter                                                                                |                                       |
| Scaglione-Maler                        |                                       | Vasenmaler                            | Korinth                               | SF                                    |                                       | |                                       |
| Schachbrett-Maler                      |                                       | Vasenmaler                            | Sizilien                              | RF                                    |                                       | |                                       |
| Schacky-Maler                          |                                       | Vasenmaler                            | Attika                                | RF                                    |                                       | |                                       |
| Maler der Schale Colmar 48             |                                       | Vasenmaler                            | Attika                                | RF                                    |                                       | |                                       |
| Maler der Schale London E 2            | siehe unter Maler von London E 2      | siehe unter Maler von London E 2      | siehe unter Maler von London E 2      | siehe unter Maler von London E 2      | siehe unter Maler von London E 2      | siehe unter Maler von London E 2                                                                       | siehe unter Maler von London E 2      |
| Maler der Schale Nikosia C 975         | siehe unter Maler von Nikosia C 975   | siehe unter Maler von Nikosia C 975   | siehe unter Maler von Nikosia C 975   | siehe unter Maler von Nikosia C 975   | siehe unter Maler von Nikosia C 975   | siehe unter Maler von Nikosia C 975                                                                    | siehe unter Maler von Nikosia C 975   |
| Maler der Schale Rhodos 11941          | siehe unter Maler von Rhodos 11941    | siehe unter Maler von Rhodos 11941    | siehe unter Maler von Rhodos 11941    | siehe unter Maler von Rhodos 11941    | siehe unter Maler von Rhodos 11941    | siehe unter Maler von Rhodos 11941                                                                     | siehe unter Maler von Rhodos 11941    |
| Maler der Schale von Yale              | siehe unter Maler der Schale von Yale | siehe unter Maler der Schale von Yale | siehe unter Maler der Schale von Yale | siehe unter Maler der Schale von Yale | siehe unter Maler der Schale von Yale | siehe unter Maler der Schale von Yale                                                                  | siehe unter Maler der Schale von Yale |
| Schaukel-Maler                         |                                       | Vasenmaler                            | Attika                                | SF                                    | 3/4 6. Jh.                            | auch Swing-Maler                                                                                       |                                       |
| Scheggino-Maler                        |                                       | Vasenmaler                            | Attika                                | RF                                    |                                       | |                                       |
| Scheurleer-Maler                       |                                       | Vasenmaler                            | Attika                                | RF                                    | Ende 6. Jh.                           | Schalenmaler                                                                                           |                                       |
| Maler der Scheurleerschen Augenschale  |                                       | Vasenmaler                            | Attika                                | RF                                    | Ende 6. Jh.                           | |                                       |
| Schilf-Maler                           |                                       | Vasenmaler                            | Attika                                | RF/WG                                 | 4/4 5. Jh.                            | englisch Reed Painter                                                                                  |                                       |
| Schiller-Maler                         |                                       | Vasenmaler                            | Apulien                               | RF                                    | 380-370                               | |                                       |
| Schlaepfer-Maler                       |                                       | Vasenmaler                            | Apulien                               | RF                                    | 360-350                               | |                                       |
| Schlangen-Maler                        |                                       | Vasenmaler                            | Korinth                               | SF                                    |                                       | |                                       |
| Maler der schlanken Sphingen           |                                       | Vasenmaler                            | Korinth                               |                                       |                                       | |                                       |
| Maler des schlotternden Stiers         |                                       | Vasenmaler                            | Korinth                               | ÜS                                    | 640/625                               | |                                       |
| Schreiner-Maler                        |                                       | Vasenmaler                            | Attika                                | RF                                    | 510/500                               | englisch Carpenter Painter, auch Zimmermann-Maler; Schalenmaler                                        |                                       |
| Schröder-Maler                         |                                       | Vasenmaler                            | Attika                                | RF                                    | um 500                                | Schalenmaler                                                                                           |                                       |
| Schulman-Maler                         |                                       | Vasenmaler                            | Apulien                               | RF                                    | 360-330                               | Namensgeber und Mitglied der Schulmann-Gruppe                                                          |                                       |
| Schultheß-Maler                        |                                       | Vasenmaler                            | Apulien                               | RF                                    | Mitte 4. Jh.                          | |                                       |
| Schuppen-Maler                         |                                       | Vasenmaler                            | Korinth                               | SF                                    | 1/3 6. Jh.                            | |                                       |
| Schüssel-Maler                         |                                       | Vasenmaler                            | Attika                                | RF                                    |                                       | |                                       |
| Schuwalow-Maler                        |                                       | Vasenmaler                            | Attika                                | RF                                    | 440/10                                | gilt als einer der besten Vasenmaler der Hochklassik; Liste der Werke des Schuwalow-Malers             |                                       |
| Schwalben-Maler                        |                                       | Vasenmaler                            | Korinth/Etrurien (?)                  | OR/SF                                 | 4/4 7. Jh.                            | |                                       |
| Schwäne-Maler                          |                                       | Vasenmaler                            | Korinth                               | OR                                    | Ende 8. Jh./Anfang 6. Jh.             | |                                       |
| Maler der schwarzen Furien             |                                       | Vasenmaler                            | Apulien                               | RF                                    | 1/4 4. Jh.                            | englisch Black Fury Painter; Hauptvertreter der Gruppe der schwarzen Furien                            |                                       |
| Maler des schwarzen Thyrsus            |                                       | Vasenmaler                            | Attika                                | RF                                    | frühes 4. Jh.                         | auch Maler des schwarzen Thyrsos                                                                       |                                       |
| Schweine-Maler                         |                                       | Vasenmaler                            | Attika                                | RF                                    | 2/4 5. Jh.                            | Manierist                                                                                              |                                       |
| Schweinejagd-Maler                     |                                       | Vasenmaler                            | Korinth                               | SF                                    | 1/4 6. Jh.                            | |                                       |
| Scottsdale-Maler                       |                                       | Vasenmaler                            | Apulien                               | RF                                    |                                       | |                                       |
| Seated-Nike-Maler                      | siehe unter Maler der sitzenden Nike  | siehe unter Maler der sitzenden Nike  | siehe unter Maler der sitzenden Nike  | siehe unter Maler der sitzenden Nike  | siehe unter Maler der sitzenden Nike  | siehe unter Maler der sitzenden Nike                                                                   | siehe unter Maler der sitzenden Nike  |
| Seireniske-Maler                       |                                       | Vasenmaler                            | Attika                                | RF                                    | Mitte 5. Jh.                          | gehört zur Ikaros-Seireniske-Gruppe                                                                    |                                       |
| Selinunt-Maler                         |                                       | Vasenmaler                            | Attika                                | RF                                    | 2/3 5. Jh.                            | englisch Selinius Painter                                                                              |                                       |
| Selinunt Dreifuß-Pyxiden-Maler         |                                       | Vasenmaler                            | Korinth                               | SF                                    |                                       | |                                       |
| Selinunt Schwäne-Maler                 |                                       | Vasenmaler                            | Korinth                               | SF                                    |                                       | |                                       |
| Semele-Maler                           |                                       | Vasenmaler                            | Attika                                | RF                                    | Ende 5. Jh.                           | |                                       |
| Senza-Graffito-Maler                   |                                       | Vasenmaler                            | Etrurien                              | EK                                    | Anfang 6. Jh.                         | gehört zur Senza-Graffito-Gruppe                                                                       |                                       |
| Settecamini-Maler                      |                                       | Vasenmaler                            | Attika                                | RF                                    | 340/20                                | |                                       |
| Severanu-Maler                         |                                       | Vasenmaler                            | Korinth                               | SF                                    |                                       | |                                       |
| Maler von Sèvres 100                   |                                       | Vasenmaler                            | Attika                                | SF                                    | um 500                                | |                                       |
| Shambling Bull-Maler                   |                                       | Vasenmaler                            | Korinth                               | SF                                    | 640/25                                | |                                       |
| Shoe Lane Painter                      |                                       | Töpfermaler                           |                                       | MF                                    |                                       | moderner Fälscher korinthischer Keramik                                                                |                                       |
| Siamesen-Maler                         |                                       | Vasenmaler                            | Kampanien                             | RF                                    | um 300                                | |                                       |
| Maler des Silen in Capua               | siehe unter Maler des Capuaner Silen  | siehe unter Maler des Capuaner Silen  | siehe unter Maler des Capuaner Silen  | siehe unter Maler des Capuaner Silen  | siehe unter Maler des Capuaner Silen  | siehe unter Maler des Capuaner Silen                                                                   | siehe unter Maler des Capuaner Silen  |
| Silen-Maler                            | siehe unter Silenus-Maler             | siehe unter Silenus-Maler             | siehe unter Silenus-Maler             | siehe unter Silenus-Maler             | siehe unter Silenus-Maler             | siehe unter Silenus-Maler                                                                              | siehe unter Silenus-Maler             |
| Silene-Maler                           | siehe unter Silenus-Maler             | siehe unter Silenus-Maler             | siehe unter Silenus-Maler             | siehe unter Silenus-Maler             | siehe unter Silenus-Maler             | siehe unter Silenus-Maler                                                                              | siehe unter Silenus-Maler             |
| Silenus-Maler                          |                                       | Vasenmaler                            | Etrurien                              | CH                                    | 3/3 6. Jh.                            | auch Silene-Maler und Silen-Maler, wohl aus Ostgriechenland nach Etrurien eingewanderter Künstler      |                                       |
| Simon-Maler                            |                                       | Vasenmaler                            | Attika                                | RF                                    | 440/30                                | |                                       |
| Sindos-Maler                           |                                       | Vasenmaler                            | Attika                                | RF                                    |                                       | |                                       |
| Maler des Sinis in Ferrara             | siehe unter Maler des Ferrara Sinis   | siehe unter Maler des Ferrara Sinis   | siehe unter Maler des Ferrara Sinis   | siehe unter Maler des Ferrara Sinis   | siehe unter Maler des Ferrara Sinis   | siehe unter Maler des Ferrara Sinis                                                                    | siehe unter Maler des Ferrara Sinis   |
| Sirenen-Maler                          |                                       | Vasenmaler                            | Attika                                | RF                                    | 1/3 5. Jh.                            | |                                       |
| Sirenen-Maler                          |                                       | Vasenmaler                            | Etrurien                              | SF                                    | 3/3 6. Jh.                            | mittlerweile dem Œuvre des Micali-Maler zugeschlagen                                                   |                                       |
| Sirenen-Kithara-Maler                  |                                       | Vasenmaler                            | Apulien                               | RF                                    | Mitte 4. Jh.                          | |                                       |
| Sisyphos-Maler                         |                                       | Vasenmaler                            | Apulien                               | RF                                    | 4/4 5. Jh./Beginn 4. Jh.              | gilt als bedeutendster Vasenmaler Tarents                                                              |                                       |
| Maler der sitzenden Nike               |                                       | Vasenmaler                            | Kampanien                             | RF                                    | Mitte 4. Jh.                          | auch Seated-Nike-Maler, gehört zur Fleckfelsen-Gruppe und der Cassandra-Parrish-Werkstatt              |                                       |
| Skating Painter                        |                                       | Vasenmaler                            | Korinth                               | SF                                    | Ende 5. Jh.                           | |                                       |
| Skizzen-Maler                          |                                       | Vasenmaler                            | Korinth                               | RF                                    | 2/4 4. Jh.                            | spanisch Sketch Painter                                                                                |                                       |
| Skorpionfisch-Maler                    |                                       | Vasenmaler                            | Attika                                | RF                                    |                                       | |                                       |
| Maler der skythischen Patrouille       |                                       | Vasenmaler                            | Attika                                | SF                                    |                                       | englisch Scythian Patrol Painter                                                                       |                                       |
| Painter of slight Nolans and Lekythoi  |                                       | Vasenmaler                            | Attika                                | RF                                    |                                       | |                                       |
| Sokles-Maler                           |                                       | Vasenmaler                            | Attika                                | SF                                    | Mitte 6. Jh.                          | Kleinmeister; benannt nach dem Töpfer Sokles                                                           |                                       |
| Somzée-Maler                           |                                       | Vasenmaler                            | Attika                                | RF                                    |                                       | |                                       |
| Sonnenschirm-Maler                     |                                       | Vasenmaler                            | Apulien                               | RF                                    | englisch Parasol Painter              | |                                       |
| Sosias-Maler                           |                                       | Vasenmaler                            | Attika                                | RF                                    | um 500                                | benannt nach dem Töpfer Sosias, gehört zur Pioniergruppe                                               |                                       |
| Sotades-Maler                          |                                       | Vasenmaler                            | Attika                                | RF/WG                                 | 2/4 5. Jh.                            | |                                       |
| Sotheby-Maler                          |                                       | Vasenmaler                            | Attika                                | RF/WG                                 | Mitte 5. Jh.                          | |                                       |
| Sphinx-Maler                           |                                       | Vasenmaler                            | Korinth                               | PK                                    |                                       | |                                       |
| Spinazzo-Maler                         |                                       | Vasenmaler                            | Paestum                               | RF                                    | 2/2 4. Jh.                            | gehört zur Apulianisierenden Gruppe                                                                    |                                       |
| Spinelli-Maler                         |                                       | Vasenmaler                            | Attika                                | RF                                    |                                       | |                                       |
| Splanchnoptes-Maler                    |                                       | Vasenmaler                            | Attika                                | RF/WG                                 | Mitte 5. Jh.                          | aus der Werkstatt des Penthesilea-Malers                                                               |                                       |
| Spreckels-Maler                        |                                       | Vasenmaler                            | Attika                                | RF                                    | Mitte 5. Jh.                          | gehört zur Niobiden-Gruppe                                                                             |                                       |
| Maler der Stamnos von Florenz          |                                       | Vasenmaler                            | Attika                                | RF                                    | 2/3 5. Jh.                            | |                                       |
| Maler des Ständers von Macinagrossa    |                                       | Vasenmaler                            | Apulien                               | RF                                    |                                       | |                                       |
| Stathatou-Maler                        |                                       | Vasenmaler                            | Attika                                | SG                                    | 3/4 8. Jh.                            | gehört zur Werkstatt von Athen 894                                                                     |                                       |
| St. Audries-Maler                      |                                       | Vasenmaler                            | Attika                                | SF                                    |                                       | |                                       |
| St. Petersburg-Maler                   | siehe unter Leningrad-Maler           | siehe unter Leningrad-Maler           | siehe unter Leningrad-Maler           | siehe unter Leningrad-Maler           | siehe unter Leningrad-Maler           | siehe unter Leningrad-Maler                                                                            | siehe unter Leningrad-Maler           |
| St. Petersburger Maler                 | siehe unter Leningrad-Maler           | siehe unter Leningrad-Maler           | siehe unter Leningrad-Maler           | siehe unter Leningrad-Maler           | siehe unter Leningrad-Maler           | siehe unter Leningrad-Maler                                                                            | siehe unter Leningrad-Maler           |
| Stiefel-Maler                          |                                       | Vasenmaler                            | Attika                                | RF                                    |                                       | |                                       |
| Stieglitz-Maler                        |                                       | Vasenmaler                            | Attika                                | RF                                    | 1/3 5. Jh.                            | |                                       |
| Stier-Maler                            |                                       | Vasenmaler                            | Attika                                | RF                                    | 4/4 5. Jh.                            | |                                       |
| Stil B-Maler                           |                                       | Vasenmaler                            | Attika                                | RF                                    |                                       | Maler in der Werkstatt des Jenaer Malers                                                               |                                       |
| Stil C-Maler                           |                                       | Vasenmaler                            | Attika                                | RF                                    |                                       | Maler in der Werkstatt des Jenaer Malers                                                               |                                       |
| Stobart-Maler                          |                                       | Vasenmaler                            | Korinth                               | SF                                    | 1/3 6. Jh.                            | |                                       |
| Maler von Stockholm 1654               |                                       | Vasenmaler                            | Korinth                               | SF                                    |                                       | |                                       |
| Maler von Stockholm 1999               |                                       | Vasenmaler                            | Apulien                               | RF                                    | 1/3 4. Jh.                            | |                                       |
| Stoke-on-Trent-Maler                   |                                       | Vasenmaler                            | Apulien                               | RF                                    | 320/10                                | |                                       |
| Straggly Painterer                     |                                       | Vasenmaler                            | Attika                                | RF                                    |                                       | |                                       |
| Streitwagen-Maler                      |                                       | Vasenmaler                            | Attika                                | SF                                    |                                       | auch Chariot-Maler                                                                                     |                                       |
| Maler der strengen Panther             | siehe unter Maler von Delos 455       | siehe unter Maler von Delos 455       | siehe unter Maler von Delos 455       | siehe unter Maler von Delos 455       | siehe unter Maler von Delos 455       | siehe unter Maler von Delos 455                                                                        | siehe unter Maler von Delos 455       |
| Strötgen-Maler                         |                                       | Vasenmaler                            | Apulien                               | RF                                    | um 350                                | |                                       |
| Stupsnasen-Maler                       |                                       | Vasenmaler                            | Apulien                               | RF                                    | 2/3 4. Jh.                            | namensgebend für die Stupsnasen-Gruppe                                                                 |                                       |
| Suckling-Maler                         | siehe unter Säuglins-Maler            | siehe unter Säuglins-Maler            | siehe unter Säuglins-Maler            | siehe unter Säuglins-Maler            | siehe unter Säuglins-Maler            | siehe unter Säuglins-Maler                                                                             | siehe unter Säuglins-Maler            |
| Suessula-Maler                         |                                       | Vasenmaler                            | Attika                                | RF                                    | Ende 5. Jh.                           | |                                       |
| Swallow-Painter                        |                                       | Vasenmaler                            | Etrurien                              | SF                                    | um 600                                | wohl aus Ostgriechenland eingewandert                                                                  |                                       |
| Swing-Maler                            | siehe unter Schaukel-Maler            | siehe unter Schaukel-Maler            | siehe unter Schaukel-Maler            | siehe unter Schaukel-Maler            | siehe unter Schaukel-Maler            | siehe unter Schaukel-Maler                                                                             | siehe unter Schaukel-Maler            |
| Sydney-Maler                           |                                       | Vasenmaler                            | Lukanien                              | RF                                    |                                       | |                                       |
| Maler von Sydney 46.48                 |                                       | Vasenmaler                            | Apulien                               | RF                                    | 370-360                               | |                                       |
| Sydney-Genucilia-Maler                 |                                       | Töpfermaler                           | Caere                                 | SF                                    | 2/2 4. Jh.                            | gehört zur Genucilia-Gruppe                                                                            |                                       |
| Syleus-Maler                           |                                       | Vasenmaler                            | Attika                                | RF                                    | 490/60                                | |                                       |
| Synetheia-Maler                        |                                       | Vasenmaler                            | Korinth                               | SF                                    |                                       | |                                       |
| Syrakus-Maler                          |                                       | Vasenmaler                            | Attika                                | RF                                    | 2/4 5. Jh.                            | |                                       |
| Maler von Syrakus 19861                |                                       | Vasenmaler                            | Attika                                | RF                                    |                                       | |                                       |
| Maler von Syrakus 20541                |                                       | Vasenmaler                            | Attika                                | SF                                    |                                       | |                                       |
| Maler von Syrakus 21975                |                                       | Vasenmaler                            | Attika                                | RF                                    |                                       | |                                       |
| Maler von Syrakus 22174                |                                       | Vasenmaler                            | Attika                                | RF                                    |                                       | |                                       |
| Maler von Syrakus 23510                |                                       | Vasenmaler                            | Attika                                | RF                                    | Mitte 5. Jh.                          | |                                       |
| Maler von Syrakus 47099                |                                       | Vasenmaler                            | Sizilien                              | RF                                    | Mitte 4. Jh.                          | vormals Hekate-Maler, gehört zur Lentini-Gruppe                                                        |                                       |
| Maler des Syrakusaner Pfrdekopfes      |                                       | Attika                                | Vasenmaler                            | SF                                    | Mitte 5. Jh.                          | englisch Painter of the Syracuse Horse-Head                                                            |                                       |
| Syriskos-Maler                         |                                       | Attika                                | Vasenmaler                            | RF                                    | 3/4 5. Jh.                            | englisch Syriskos Painter                                                                              |                                       |

## Gruppen
| Name                                | Wikidata                          | Profession                        | Herkunft                          | Stil                              | Zeit                              | Bemerkung | Beispiel                          |
| ----------------------------------- | --------------------------------- | --------------------------------- | --------------------------------- | --------------------------------- | --------------------------------- | --- | --------------------------------- |
| S.M.M-Gruppe                        |                                   | Vasenmaler                        | Attika                            | RF                                |                                   | |                                   |
| S.V.A.-Gruppe                       |                                   | Vasenmaler                        | Daunien                           | DK                                | 6. bis 4. Jh.                     | |                                   |
| Saint-Valentin-Gruppe               | siehe unter Sankt-Valentin-Gruppe | siehe unter Sankt-Valentin-Gruppe | siehe unter Sankt-Valentin-Gruppe | siehe unter Sankt-Valentin-Gruppe | siehe unter Sankt-Valentin-Gruppe | siehe unter Sankt-Valentin-Gruppe | siehe unter Sankt-Valentin-Gruppe |
| Gruppe von Saloniki 93              |                                   | Vasenmaler                        | Attika                            | RF                                |                                   | |                                   |
| Gruppe von Saloniki 510             |                                   | Vasenmaler                        | Attika                            | RF                                |                                   | |                                   |
| Sam-Wide-Gruppe                     |                                   | Vasenmaler                        | Korinth                           | SF/WG                             | 500/450                           | auch Sam-Wide-Klasse |                                   |
| Samarkand-Gruppe                    |                                   | Vasenmaler                        | Apulien                           | RF                                |                                   | |                                   |
| Samos-Gruppe                        |                                   | Vasenmaler                        | Korinth                           | SF                                |                                   | |                                   |
| St. Antimo-Gruppe                   |                                   | Vasenmaler                        | Kampanien                         | RF                                | 2/2 4. Jh.                        | gehört zur CA-Gruppe |                                   |
| Sankt-Valentin-Gruppe               |                                   | Vasenmaler                        | Attika                            | RF                                | 2/2 5. Jh.                        | auch Sankt Valentin-Klasse, Saint-Valentin-Gruppe, St Valentin-Klasse, St Valentin-Gruppe und Klasse der Saint-Valentin-Vasen                                                                             |                                   |
| Sankt Valentin-Klasse               | siehe unter Sankt Valentin-Gruppe | siehe unter Sankt Valentin-Gruppe | siehe unter Sankt Valentin-Gruppe | siehe unter Sankt Valentin-Gruppe | siehe unter Sankt Valentin-Gruppe | siehe unter Sankt Valentin-Gruppe | siehe unter Sankt Valentin-Gruppe |
| Scala-Gruppe                        |                                   | Vasenmaler                        | Apulien                           | RF                                | 360-350                           | |                                   |
| Schifanoia-Gruppe                   |                                   | Vasenmaler                        | Attika                            | RF                                |                                   | |                                   |
| Schmollende-Lippen-Untergruppe      |                                   | Vasenmaler                        | Apulien                           | RF                                |                                   | englisch „Pouting Lips“ Sub-Group; Untergruppe der Stoke-on-Trent-Gruppe |                                   |
| Schulman-Gruppe                     |                                   | Vasenmaler                        | Apulien                           | RF                                | 350-340                           | zur Gruppe gehören neben dem Namensgeber Schulman-Maler auch der Barletta-Maler, die Gruppe der bärtigen Osker, der Bochum-Maler, die Dion-Gruppe, die Helbig-Weinreben-Gruppe und die Pittsburgh-Gruppe  |                                   |
| Schuppenmuster-Gruppe               |                                   | Vasenmaler                        | Korinth                           | SF                                |                                   | |                                   |
| Schwan-Gruppe                       |                                   | Vasenmaler                        | Attika                            | SF                                | 6. Jh.                            | |                                   |
| Gruppe der schwarzen Furien         |                                   | Vasenmaler                        | Apulien                           | RF                                | 1/4 4. Jh.                        | Hauptvertreter ist der Maler der schwarzen Furien |                                   |
| Schwarzhals-Gruppe                  | siehe unter Schwerin-Gruppe       | siehe unter Schwerin-Gruppe       | siehe unter Schwerin-Gruppe       | siehe unter Schwerin-Gruppe       | siehe unter Schwerin-Gruppe       | siehe unter Schwerin-Gruppe | siehe unter Schwerin-Gruppe       |
| Schwerin-Gruppe                     |                                   | Vasenmaler                        | Lukanien                          | RF                                | 400-380                           | auch Schweriner Gruppe und Schweriner-Gruppe |                                   |
| Schweriner-Gruppe                   | siehe unter Schwerin-Gruppe       | siehe unter Schwerin-Gruppe       | siehe unter Schwerin-Gruppe       | siehe unter Schwerin-Gruppe       | siehe unter Schwerin-Gruppe       | siehe unter Schwerin-Gruppe | siehe unter Schwerin-Gruppe       |
| Seattle-Gruppe                      |                                   | Vasenmaler                        | Apulien                           | RF                                | 2/2 4. Jh.                        | |                                   |
| Seattle-Gruppe                      |                                   | Vasenmaler                        | Attika                            | SF                                |                                   | |                                   |
| Senza-Graffito-Gruppe               |                                   | Vasenmaler                        | Etrurien                          | EK                                | 1/2 6. Jh.                        | namensgebend ist der Senza-Graffito-Maler |                                   |
| Simos-Gruppe                        |                                   | Vasenmaler                        | Attika                            | SF                                |                                   | |                                   |
| Gruppe der sitzenden Frauen         |                                   | Vasenmaler                        | Apulien                           | RF                                | um 320                            | englisch Seated Women Group |                                   |
| Group of the skinny Griffins        |                                   | Vasenmaler                        | Attika                            | RF                                |                                   | |                                   |
| Slight Boxer Group                  |                                   | Vasenmaler                        | Attika                            | SF                                |                                   | Kleinmeister |                                   |
| Snake-and-Spots Group               |                                   | Vasenmaler                        | Attika                            | SF                                |                                   | |                                   |
| Sokra-Gruppe                        |                                   | Vasenmaler                        | Etrurien                          | PR/FK                             | 2/4 4. Jh.                        | |                                   |
| Somme-Bionne-Gruppe                 |                                   | Vasenmaler                        | Attika                            | RF                                |                                   | |                                   |
| Spaghetti-Gruppe                    |                                   | Vasenmaler                        | Kykladen oder Ostgriechenland     | SG                                | 1/2 7. Jh.                        | |                                   |
| Gruppe der späten Entenaskoi        |                                   | Vasenmaler                        | Etrurien                          | RF                                | um 300                            | |                                   |
| Gruppe der späten Kelchkratere      |                                   | Vasenmaler                        | Attika                            | RF                                |                                   | englisch Group of the late Calyx-Kraters |                                   |
| Gruppe der späten Kriegerfries      |                                   | Vasenmaler                        | Korinth                           | SF                                | 590–570                           | englisch Late Warrior Frieze Group |                                   |
| Spetia-Gruppe                       | siehe unter Spetia-Klasse         | siehe unter Spetia-Klasse         | siehe unter Spetia-Klasse         | siehe unter Spetia-Klasse         | siehe unter Spetia-Klasse         | siehe unter Spetia-Klasse | siehe unter Spetia-Klasse         |
| Spinazzo-Gruppe                     |                                   | Vasenmaler                        | Paestum                           | RF                                | 2/2 4. Jh.                        | gehört zur Apulianisierenden Gruppe |                                   |
| Spitznasen-Gruppe                   |                                   | Vasenmaler                        | Kampanien                         | RF                                |                                   | gehört zur Fleckfelsen-Gruppe |                                   |
| Split-Mouth Group                   |                                   | Vasenmaler                        | Apulien                           | RF                                | 330-310                           | |                                   |
| Spotted-Rock-Gruppe                 | siehe unter Fleckfelsen-Gruppe    | siehe unter Fleckfelsen-Gruppe    | siehe unter Fleckfelsen-Gruppe    | siehe unter Fleckfelsen-Gruppe    | siehe unter Fleckfelsen-Gruppe    | siehe unter Fleckfelsen-Gruppe | siehe unter Fleckfelsen-Gruppe    |
| Spouted-Skyphos-Gruppe              |                                   | Vasenmaler                        | Apulien                           | RF                                | 340-330                           | aus der Werkstatt des Whiteface-Frignano-Malers, gehört zur Frignano-Gruppe |                                   |
| Spurinas-Gruppe                     |                                   | Vasenmaler                        | Etrurien                          | SF                                | 5. Jh.                            | |                                   |
| Stanford-Conversano-Gruppe          |                                   | Vasenmaler                        | Apulien                           | RF                                |                                   | |                                   |
| Stoke-on-Trent-Gruppe               |                                   | Vasenmaler                        | Apulien                           | RF                                | 3/3 4. Jh.                        | englisch Stoke-on-Trent Group; dazu gehört die Schmollende-Lippen-Untergruppe |                                   |
| Stupsnasen-Gruppe                   |                                   | Vasenmaler                        | Apulien                           | RF                                | 2/3 4. Jh.                        | gehört zur Woburn-Abbey-Gruppe; zur Gruppe gehören der namensgebende Stupsnasen-Maler, der Laterza-Maler, der Maler von Ruvo 407-8, die Woburn-Abbey-Gruppe, die Gruppe von Lecce 660 und die H.A.-Gruppe |                                   |
| Stuttgart-Gruppe                    |                                   | Vasenmaler                        | Apulien                           | RF                                | 3/3 4. Jh.                        | |                                   |
| Subdipylon-Gruppe                   |                                   | Vasenmaler                        | Attika                            |                                   |                                   | |                                   |
| Sub-Krokotos-Gruppe                 |                                   | Vasenmaler                        | Attika                            |                                   |                                   | |                                   |
| Sub-Meidian Cup-Group               |                                   | Vasenmaler                        | Attika                            | RF                                |                                   | |                                   |
| Suckling Group                      |                                   | Vasenmaler                        | Apulien                           | RF                                |                                   | |                                   |
| Sunion-Gruppe                       |                                   | Vasenmaler                        | Attika                            | RF/WG                             |                                   | |                                   |
| Gruppe des Sydney-Triton            |                                   | Vasenmaler                        | Attika                            | SF                                |                                   | auch Gruppe des Triton in Sydney |                                   |
| Gruppe von Syrakus 51288            |                                   | Vasenmaler                        | Sizilien                          | RF                                | 320-310                           | gehört zur Borelli-Gruppe |                                   |
| Gruppe des Syrakusaner Pferdekopfes |                                   | Vasenmaler                        | Attika                            | SF                                |                                   | auch Gruppe des Pferdekopfes in Syrakus |                                   |
| Syriskos-Gruppe                     |                                   | Töpfermaler                       | Attika                            | RF                                | 1/2 5. Jh.                        | auch Gruppe des Syriskosmalers, benannt nach Syriskos |                                   |
| Gruppe des Syriskosmalers           | siehe unter Syriskos-Gruppe       | siehe unter Syriskos-Gruppe       | siehe unter Syriskos-Gruppe       | siehe unter Syriskos-Gruppe       | siehe unter Syriskos-Gruppe       | siehe unter Syriskos-Gruppe | siehe unter Syriskos-Gruppe       |

## Klassen
| Name                                    | Wikidata                             | Profession                           | Herkunft                             | Stil                                 | Zeit                                 | Bemerkung                                          | Beispiel                             |
| --------------------------------------- | ------------------------------------ | ------------------------------------ | ------------------------------------ | ------------------------------------ | ------------------------------------ | -------------------------------------------------- | ------------------------------------ |
| Klasse S                                |                                      | Töpfer                               | Attika                               | RF/PL                                | Mitte 5. Jh.                         | auch Canessa-Klasse der Kopfvasen                  |                                      |
| Klasse S bis                            | siehe unter Klasse von Neapel STG 64 | siehe unter Klasse von Neapel STG 64 | siehe unter Klasse von Neapel STG 64 | siehe unter Klasse von Neapel STG 64 | siehe unter Klasse von Neapel STG 64 | siehe unter Klasse von Neapel STG 64               | siehe unter Klasse von Neapel STG 64 |
| Klasse S bis: Klasse von Neapel Stg. 64 | siehe unter Klasse von Neapel STG 64 | siehe unter Klasse von Neapel STG 64 | siehe unter Klasse von Neapel STG 64 | siehe unter Klasse von Neapel STG 64 | siehe unter Klasse von Neapel STG 64 | siehe unter Klasse von Neapel STG 64               | siehe unter Klasse von Neapel STG 64 |
| Sabouroff-Klasse                        |                                      | Töpfer                               | Attika                               | RF/PL                                | 2/4 5. Jh.                           | auch Klasse O und O-Klasse, Töpfer von Kopfgefäßen |                                      |
| Sam-Wide-Klasse                         | siehe unter Sam-Wide-Gruppe          | siehe unter Sam-Wide-Gruppe          | siehe unter Sam-Wide-Gruppe          | siehe unter Sam-Wide-Gruppe          | siehe unter Sam-Wide-Gruppe          | siehe unter Sam-Wide-Gruppe                        | siehe unter Sam-Wide-Gruppe          |
| Sankt Valentin-Klasse                   | siehe unter Sankt Valentin-Gruppe    | siehe unter Sankt Valentin-Gruppe    | siehe unter Sankt Valentin-Gruppe    | siehe unter Sankt Valentin-Gruppe    | siehe unter Sankt Valentin-Gruppe    | siehe unter Sankt Valentin-Gruppe                  | siehe unter Sankt Valentin-Gruppe    |
| Klasse der Schlüsselmuster-Ränder       | siehe unter Keyside-Klasse           | siehe unter Keyside-Klasse           | siehe unter Keyside-Klasse           | siehe unter Keyside-Klasse           | siehe unter Keyside-Klasse           | siehe unter Keyside-Klasse                         | siehe unter Keyside-Klasse           |
| Schwarzhals-Klasse                      |                                      | Vasenmaler                           | Attika                               | SF                                   | 3/4 6. Jh.                           | auch Schwarzhals-Gruppe                            |                                      |
| Segment-Klasse                          |                                      | Vasenmaler                           | Attika                               | SF                                   | Ende 6. Jh.                          |                                                    |                                      |
| Class of Seven Lobster-Claws            |                                      | Töpfermaler                          | Attika                               | RF                                   | Mitte 5. Jh.                         |                                                    |                                      |
| Sèveres-Klasse                          |                                      | Vasenmaler                           | Attika                               | SF/WG                                | 1/4 5. Jh.                           |                                                    |                                      |
| Klasse der Skyphoi A1                   |                                      | Vasenmaler                           | Attika                               | SF                                   | Ende 6. Jh.                          | auch Ures Klasse der Skyphoi A1                    |                                      |
| Klasse der Skyphoi A2                   |                                      | Vasenmaler                           | Attika                               | SF                                   | Ende 6. Jh.                          | auch Ures Klasse der Skyphoi A2                    |                                      |
| Klasse der Skyphoi K2                   |                                      | Vasenmaler                           | Attika                               | SF                                   |                                      | auch Ures Klasse der Skyphoi K2                    |                                      |
| Spetia-Klasse                           |                                      | Töpfer                               | Attika                               | RF                                   | 4/4 5. Jh.                           | auch Spetia-Gruppe, Töpfer plastischer Gefäße      |                                      |
| Klasse der Sydney-Chous                 |                                      | Töpfer                               | Attika                               | RF/PL                                |                                      | auch Klasse der Chous in Sydney                    |                                      |

## Werkstätten
| Name                         | Wikidata | Profession  | Herkunft | Stil     | Zeit       | Bemerkung                                                                   | Beispiel |
| ---------------------------- | -------- | ----------- | -------- | -------- | ---------- | --------------------------------------------------------------------------- | -------- |
| Sappho-Diosphos-Werkstatt    |          | Werkstatt   | Attika   | SF/WG/SI | 1/2 5. Jh. | Federführender Maler war zunächst der Sappho-Maler, dann der Diosphos-Maler |          |
| Sotades-Werkstatt            |          | Töpfermaler | Attika   | RF/PL    |            | benannt nach dem Töpfer Sotades                                             |          |
| Werkstatt der Sydney-Cluster |          | Vasenmaler  | Korinth  | SF       |            |                                                                             |          |